# Marc-Antoine Sirugue
Pour les articles homonymes, voir Sirugue et Maret.
Marc Antoine, baron Sirugue, dit « Sirugue-Maret » (°17 mai 1754 - Vitteaux (province de Bourgogne) ✝ 26 avril 1842 - Rouen (Seine-Inférieure)) est un médecin puis militaire et homme politique français des XVIIIe et XIXe siècles.

## Biographie
« Fils de sieur Etienne Sirugue, marchand et maître de poste à Vitteaux, et de demoiselle Françoise Vorle, » Marc-Antoine Sirugue avait été reçu docteur en médecine ; il avait publié d'ailleurs une (la) Dissertatio medico-chirugica de gangraena (1775). Il était aussi maire de Vitteaux (1783-1791).
Lorsque la Révolution française éclata, il appartenait aux armées du roi et était parvenu à un grade supérieur dans la gendarmerie.
Administrateur du département de la Côte-d'Or, il fut élu, le 9 septembre 1792, deuxième député suppléant de ce département à la Convention nationale. Il fut appelé à siéger en vertu de l'article 1er de la loi du 7 ventôse an III (25 février 1795) et du tirage au sort destiné à compléter les membres de la Convention, opéré le 5 floréal an III (24 avril 1795). Il prit place parmi les modérés, ne se fit pas remarquer au cours de la cession, et il reprit, à la fin de la législature, son activité militaire.
Chef de division de gendarmerie dans le Roussillon en août 1800, il commandait la 14e légion de gendarmerie (avec résidence à Troyes, dans l'Aube) en février 1804.
Élu plus tard (18 février 1808) par le Sénat conservateur, député de l'Aube au Corps législatif, il fut fait (21 décembre de la même année) chevalier de l'Empire.
Créé baron de l'Empire en 1814, il fut appelé, aux Cent-Jours, à représenter l'arrondissement de Troyes à la Chambre.
Sirugue-Maret meurt le 26 avril 1842 à Rouen, certainement auprès de sa fille, épouse du préfet de la Seine-Inférieure.
Allié à la famille de Hugues-Bernard Maret, duc de Bassano, il a accolé le patronyme de son illustre beau-frère au sien (« Sirugue-Maret »).

## Fonctions
- Maire de Vitteaux (1783-1791) ;
- Député (suppléant) de la Côte-d'Or à la Convention nationale (9 septembre 1792 - 26 octobre 1795) ;
- Colonel de gendarmerie ;
- Chef de division de gendarmerie dans le Roussillon (Tarn-Aude-Ariège-Pyrénées-Orientales) (août 1800) ;
- Commandant de la 14e légion de gendarmerie (avec résidence à Troyes, dans l'Aube) en février 1804) ;
- Député de l'Aube au Corps législatif (18 février 1808 - 31 décembre 1812) ;
- Député de l'Aube (arrondissement de Troyes) à la Chambre des représentants (Cent-Jours : 11 mai 1815 - 13 juillet 1815).

## Titres
- Chevalier Sirugue et de l'Empire (décret du 23 mars 1808 (« à la suite du décret du 25 prairial an XII le nommant membre de la Légion d'honneur »), lettres patentes du 21 décembre 1808 (Madrid)) ;
- Baron Sirugue et de l'Empire (1814) ;

## Distinctions
- Légion d'honneur :
  - « Légionnaire » (25 prairial an XII), puis,
  - Officier de la Légion d'honneur (1804)[6].

## Armoiries
| Figure | Blasonnement |
|        | Armes du chevalier Sirugue et de l'Empire (à la suite du décret du 25 prairial an XII le nommant membre de la Légion d'honneur, lettres patentes du 21 décembre 1808 (Madrid)) D'azur à la bande cousue de gueules au signe des chevaliers, occupant le tiers de l'écu et accompagnée en chef à sénestre d'un sabre d'argent à la poignée d'or accostée de deux étoiles d'argent, et en pointe à dextre d'une tête de cheval d'or ; et pour livrées : bleu, rouge, jaune et blanc. |

## Union et postérité
Fils aîné d'Estienne Sirugue (°1698 - Vitteaux ✝ avant 1767), issu de son second mariage (19 février 1743, Flavigny-sur-Ozerain) avec Françoise Vorle (née en 1716 - Flavigny-sur-Ozerain), Marc Antoine épousa en 1780 Anne Maret (°1757✝1828, sœur du duc de Bassano et du comte Maret).
Ensemble, ils eurent une fille, Jeanne Alix Bernarde (°1785 - Vitteaux ✝ 20 février 1877 - Paris), mariée, le 26 juin 1808, avec Henri Dupont-Delporte (°8 février 1783 - Boulogne-sur-Mer ✝ 1er septembre 1854 - Paris VIIIe), haut fonctionnaire et homme politique français du XIXe siècle, dont postérité.